# 農家の唄
『農家の唄』（のうかのうた）は、1999年6月21日に発売された所ジョージの通算32枚目のシングル。

## 概要
所にとって初のマキシシングルで、ピクチャーレーベルCD。『LIVE 絶滅の危機』のMCで所が語ったところによると「全国の農家の皆さんが買ってくれたらすごい売上になると思ったのに、それほど売れなかった」とのこと。

## 収録曲
作詞・作曲：所ジョージ　編曲：井上鑑
1. 農家の唄（所ジョージ&ダーツダックス）
  - 『1億人の大質問!?笑ってコラえて!』エンディングテーマ。
  - 鈴木史朗、なぎら健壱、保阪尚希、がコーラスグループ「ダーツダックス」としてレコーディングに参加している。
2. 呼吸のしくみ
  - 『所さんの目がテン!』エンディングテーマ。
3. 時間の山
4. 冥福ララバイ 一年目の法事
  - 義父(妻(芳賀文子)の父親)の法事での出来事が歌われている。